# Haydn-Trio Wien
Das Haydn-Trio Wien (benannt nach dem Komponisten Joseph Haydn) ist ein österreichisches Kammermusik-Ensemble, das im Jahre 1964 gegründet wurde. Die Mitglieder studierten an der Wiener Musikakademie, Universität für Musik und darstellende Kunst Wien und spielen seit 1968 in der heutigen Besetzung. Das Klaviertrio widmet sich der originalgetreuen Interpretation von Werken klassischer Musik.

## Mitglieder
- 1964 bis 1968: Walter Kamper – Klavier; seit 1968: Heinz Medjimorec – Klavier[1]
- Walther Schulz – Violoncello (Gründungsmitglied)[2]
- Michael Schnitzler – Violine (Gründungsmitglied)